# Pavel Karađorđević
Knez Pavel Karađorđević (srbsko Павле Карађорђевић), regent Kraljevine Jugoslavije, * 27. april 1893, Sankt Peterburg, Rusija, † 14. september 1976, Pariz, Francija.
Knez Pavel, sin kneza Arsena, brata kralja Petra I., je bil stric mladoletnega kralja Petra II. iz kraljevske hiše Karađorđevićev. Po umoru kralja Aleksandra I. 9. oktobra 1934 v Marseillu je knez Pavel imel osrednjo vlogo v kraljevem namestništvu, ki je namesto mladoletnega Petra II. prevzelo oblast v Kraljevini Jugoslaviji.  Za razliko od kralja Aleksandra ni rad neposredno posegal v politiko, temveč je raje deloval iz ozadja preko izbranih skupin ali osebnosti, pri čemer je bil vedno zelo obziren. Medtem ko je bila jugoslovanska zunanja in notranja politika v času kralja Aleksandra pod znatnim vplivom Francije, je v času kneza Pavleta postal močnejši britanski vpliv.
Čeprav je bil prozahodno demokratično usmerjen, je pod vplivom razmer v jugovzhodni Evropi in zaradi pritiska nekaterih srbskih vladajočih krogov od 1935 sodeloval z Nemčijo in Italijo. Na pritisk Nemčije in Italije je 25. marca 1941 privedel Jugoslavijo v trojni pakt. Dva dni zatem, 27. marca, so v Beogradu izbruhnile demonstracije. Skupina proangleško usmerjenih častnikov in meščanskih politikov je s podporo britanskih obveščevalcev in oprta na proteste jugoslovanskih narodov izvedla državni udar. Zrušila je kneza Pavla in za polnoletnega razglasila Petra II. kot kralja. Vodenje vlade je prevzel letalski general Dušan Simović. 

### V izgnanstvu
Knez Pavel je bil prisiljen na odpoved in ni mu preostalo drugega, kot da odide v izgnanstvo. Najprej je odpotoval iz Beograda z družino v Grčijo, nato v egiptovsko glavno mesto Kairo. Vojna je divjala čisto blizu in zato so ga čez neaj tednov Britanci - ob pazljivem spremljanju obveščevalne službe - preselili z družno vred v Nairobi - glavno mesto takratne britanske kolonije Kenije. Tam je, nekaj zaradi nevajenosti na drugačno podnebje, pa tudi zaradi oddaljenosti od življenja, na katero je bil navajen, imel težave z zdravje. V takih srednjeafriških razmerah je z družino ostal do začetka junija 1943, ko so jih premestili v južnoafriški Johannesburg. 
Po koncu vojne je živel v Parizu. Poročen je bil z Olgo, princeso Grčije in Danske. Bil je zadnji zasebni lastnik dvorca Brdo pri Kranju.